# Satelmisz-e Mohammadabad
Satelmisz-e Mohammadabad – wieś w Iranie, w ostanie Azerbejdżan Zachodni, w szahrestanie Mijandoab. W 2006 roku liczyła 268 mieszkańców.